# Progonomys
Genre
Progonomys est un genre éteint de rongeurs de la sous-famille des Murinés. C'est l'un des premiers représentants de cette famille. Il a vécu du Miocène moyen au Pliocène, en Afrique et en Asie.

## Liste d'espèces
Selon Paleobiology Database (4 juil. 2012) :
- † Progonomys cathalai Schaub, 1938 - espèce type
- † Progonomys hispanicus van der Weerd, 1976
- † Progonomys orientalis Schaub, 1938
- † Progonomys woelferi Bachmayer & Wilson, 1970